# Радојка Коцијанчић
Радојка Коцијанчић (Баћевац, 15. децембар 1943) српски је специјалиста хигијене, психијатрије и субспецијалиста исхране, редовни професор на Медицинском факултету у Београду, члан  Академије медицинских наука СЛД-а и њен Генерални секретар.

## Живот и каријера
Рођена је 15. децембра 1943. године у Баћевцу, општина Барајево, Србија, у службеничкој породици. Основно школовање завршила је у Барајеву, а XI гимназију у Београду. Медицински факултет студирала је у Београду од 1962 до 1967. године, на коме је дипломирала 1967. године.
Лекарски стаж је завршила 1968. године у Београду, када је положила и стручни испит. За стручног сарадника Хигијенског института Медицинског факултета у Београду је изабрана 1969. године, а реизабрана 1972. године, за асистента је изабрана 1972., а реизабрана 1975. године. У звање доцента изабрана је 1977. године, а реизабрана 1982. године. У звање ванредног професора изабрана је 1982. године, а реизабрана 1987. године. Од 1988. године је Редовни професор на предмету Хигијена на Медицинском факултету у Београду.
Редовни је члан Академије Медицинских наука Српског Лекарског Друштва од 2004. године (ванредни члан постала 1998.).
Проф. др Радојка Коцијанчић је положила специјалистички испит из Хигијене 1975., а из Психијатрије 1986. са одличним успехом и субспецијалиста је исхране.

## Дело
Здравствену делатност је развила радећи у Саветовалишту за ментално здравље младих при Институту за хигијену и медицинску екологију, кроз који пролази велики број пацијената. Последипломске студије је завршила на Медицинском факултету у Београду и одбранила магистарски рад «Утицај неких фактора из услова живота и рада на психофизички развој и оболевање радничке омладине» 1972. године. Докторску дисертацију под насловом «Специфичности у психофизичком развоју и морбидитету ученика школа за квалификоване раднике» одбранила је 1976. године једногласно са одличним успехом.
Оснивач је последипломске Катедре за школску хигијену и психофизиологију раста и развоја. Веома значајан научни допринос је у домену превентивне медицине и ужој области менталне и школске хигијене, деце и адолесцената. Усавршавала се у Blacksburgu (Вирџинија, САД) 1985.године. 
Објавила је 240 радова у иностраним и домаћим часописима и књигама. Коаутор је 6 монографија и аутор 50 поглaвља у књигама и уџбеницима (4 на енглеском језику). Уредник је уџбеника Хигијена (2002.), који је изашао после 30 година, a друго издање 2009. године. Од 15 штампаних научно-истраживачких пројеката, у 9 је била главни истраживач. Значајно је допринела дугогодишњој студији «Stroke» - Rochestera, САД и Београда. Организатор је више конгреса и симпозијума. М научне компетентности је 401. Цитирана је преко 100 пута. Одржала је 15 предавања по позиву у земљи и иностранству (Торонто, Хајделберг, Беч, Даблин). Била ментор у 35 магистарских и 21 докторској тези.
Била је председник специјалистичке Комисије Хигијене и предавала превентивне гране у Београду, Подгорици, Фочи, Приштини и Крагујевцу, а такође је предавала и социјалну психијатрију, уз наставу на енглеском језику.
У току студија је била:
- потпредседник Универзитетског Одбора СС Београда,
- члан Универзитетског Савета, Републичког и Централног одбора студената Југославије.

У току богате и успешне каријере обављала је дућности:
- Продекан за редовну наставу,
- Руководиоца за интеграцију Клиничког центра,
- Председавајуег биомедицинске групације Универзитета,
- Члан Комисије за науку Скупштине СФРЈ и Републичког Комитета и Фонда за науку,
- Длегат Скупштине Србије,
- Члан председништва Синдиката Југославије,
- Дектор Института и шеф Катедре Хигијене више пута,
- Шефа последипломске Катедре за Школску хигијену и психофизиологију раста и развоја.

Данас је активани члан СЛД-а, члан Превентивне секције СЛД-а, Председнишвта Удружења за Превентивну медицину. Била је Генерални секретар и Председник Савеза лекарских друштава Србије и Црне Горе. Сада је Генерални секретар Академије медицинских наука СЛД-а, члан председништва СЛД-а и уредништва „Српског Архива”.
Члан је International Education (IE) од 1993. године – где је учланила Синдикат образовања Србије и Црне Горе (једина међународна организација у којој је тада била наша земља) и Интернационалног Удружења за Превентивну Медицину (I.F.H.P.S.M.).
Покојни супруг јој је био професор Медицинског факултета,а син и ћерка су лекари специјалисти.

## Признања
Добитник је следећијх награда и признања.
- Годишње награде СЛД-а за примарну здравствену заштиту, 1996. за књигу «Енциклопедија здраве исхране»;
- Спомен Плакете Београда, за науку 1987.,
- Ордена рада са златним венцем 1989. године.
- Повеље СЛД-а за 2012. годину
- Награде СЛД-а за Животно дело 2015.године.

Њено име се наводи у едицијама:
- „Ко је ко у Србији” 1985.
- Едицији личност године 1997. Америчког Биографског Института.
- Биографском је лексикону „Познати српски лекари” Београд-Торонто 2005.